# Police ferroviaire en Belgique
La police ferroviaire en Belgique est l'ensemble des organisations qui assurent la sécurité des infrastructures, des employés et des clients des chemins de fer. Cette police est constituée de B-Sécurity, de Securail et du Service national de police ferroviaire.

## B-Security
B-Security a été créé en mars 1999 au moment de la réforme des polices. Ses fonctions actuelles sont le gardiennage des infrastructures et de son personnel principalement par Vidéosurveillance. B-Security comprenait avant la réforme en plus de ces compétences actuelles celle de Securail qui est donc issu de la division de B-security.

## Securail

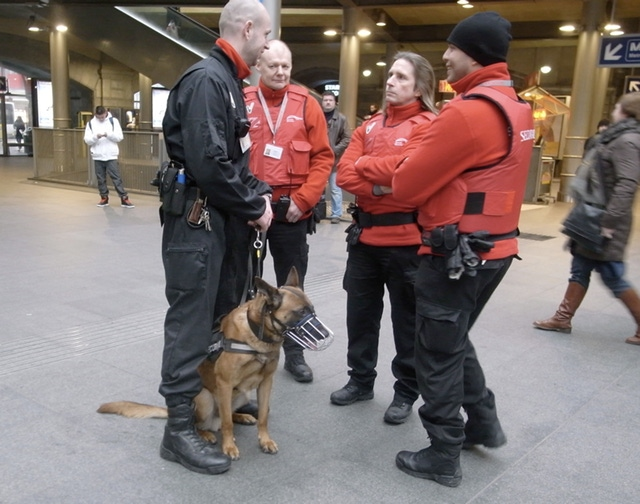
Des agents de Securail dans une gare, en 2018.

Securail a été créé par arrêté royal du 13 septembre 2004 et par arrêté ministériel du 14 septembre 2004. Securail a commencé ses activités au premier décembre 2005. Il s'occupe de la sécurité de toutes les personnes qui fréquentent les infrastructures ferroviaires et les trains ainsi que de la lutte contre le vandalisme.

## Service de la police fédérale (SPC): Spoorweg Politie - Police des Chemins de fer
Le Service de la police fédérale SPC (ferroviaire) vient en appui et est responsable un peu de tout[précision nécessaire].

## Loi et règlementation
Tant B-Security (gardiennage) que Securail (sécurité) répondent à la Loi règlementant la sécurité privé et particulière, ce qui signifie que leurs agents assermentés de Securail peuvent être munis d'une bouteille aérosol contenant du gaz poivre et de menottes et peuvent être assistés dans leur travail par des chiens de garde.
Pour travailler pour B-Security, il faut posséder une nationalité de l’union européenne alors que pour travailler pour Securail, il faut posséder la nationalité belge.